# Araneibatrus pubescens
Araneibatrus pubescens is een keversoort uit de familie van de kortschildkevers (Staphylinidae). De wetenschappelijke naam van de soort werd voor het eerst geldig gepubliceerd in 2016 door Yin, Jiang en Steiner.